# Paternale overerving
Paternale overerving is een niet-Mendeliaanse vorm van overerving waarbij een kenmerk of een ziekte alleen via de vader overgeërfd wordt. Dit is dan te zien in een stamboom, waarbij men ziet dat mannen de ziekte of het kenmerk wel (kunnen) doorgeven, terwijl vrouwen dit niet doen. Het tegenovergestelde van paternale overerving is maternale overerving.

## Mechanismen
Paternale overerving kan veroorzaakt worden door:
- overerving van een eigenschap die op het Y-chromosoom gelegen is.
- overerving van een gen dat onder de invloed staat van genomische inprenting.